# Notoxus carrorum
Notoxus carrorum är en skalbaggsart som beskrevs av Chandler 2004. Notoxus carrorum ingår i släktet Notoxus och familjen kvickbaggar. Inga underarter finns listade i Catalogue of Life.